# 竹内一之

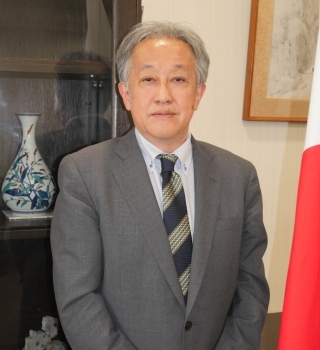
外務省より公表された公式肖像画像

竹内 一之（たけうち かずゆき、1961年10月28日 - ）は、日本の外交官。法務省仙台入国管理局長等を経て、ザンビア駐箚特命全権大使。

## 経歴・人物
和歌山県出身。1984年外務公務員採用上級試験合格。1985年東京大学経済学部経済学科卒業。外務省入省。
- 2002年：岐阜県国際交流センター副理事長
- 2004年：外務省大臣官房在外公館課企画官兼大臣官房（儀典官室）
- 2005年：国際協力銀行国際金融第2部参事役
- 2006年：国際協力銀行国際金融第2部次長
- 2007年：外務省経済局経済安全保障課長
- 2008年：在ミャンマー日本国大使館参事官
- 2011年：在ミャンマー日本国大使館公使
- 2011年：在ドイツ日本国大使館公使
- 2014年：法務省仙台入国管理局長（入国審査官）
- 2016年：在オーストリア日本国大使館公使
- 2019年：アトランタ総領事
- 2022年：駐ザンビア特命全権大使

## 同期
- 相木俊宏（21年タジキスタン大使）
- 磯俣秋男（24年スリランカ大使・21年アラブ首長国連邦大使）
- 市川とみ子（23年軍縮会議代表部大使）
- 伊藤恭子（23年チリ大使・20年エチオピア大使）
- 稲垣久生（23年トンガ大使）
- 大菅岳史（22年チュニジア大使・19年国連次席大使・18年外務報道官・17年アフリカ部長）
- 大森摂生（22年ボツワナ大使）
- 島田順二（21年メルボルン総領事）
- 清水信介（22年特命全権大使（アフリカ開発会議（TICAD）担当兼アフリカの角地域関連担当、国連安保理改革担当、安保理非常任理事国選挙担当）・18年チュニジア大使）
- 鈴木秀生（24年特命全権大使（広報外交担当兼国際保健担当、メコン協力担当）・20年チェコ大使・19年国際協力局長・17年地球規模課題審議官）
- 鈴木浩（22年インド大使・20年外務審議官・12年内閣総理大臣秘書官）
- 鈴木亮太郎（21年アイスランド大使）
- 滝崎成樹（20年内閣官房副長官補・19年アジア大洋州局長）
- 垂秀夫（20年中国大使・19年官房長）
- 中前隆博（22年スペイン大使・19年アルゼンチン大使・17年中南米局長）
- 橋本尚文（22年特命全権大使（人権担当兼国際平和貢献担当）・20沖縄大使・18年イラク大使）
- 福島秀夫（21年パナマ大使・18年ヒューストン総領事）
- 前田徹（21年ブルネイ大使）
- 三澤康（25年関西担当大使・22年タンザニア大使）
- 水嶋光一（21年イスラエル大使・19年領事局長）
- 水越英明（24年スウェーデン大使・21年スリランカ大使・20年国際情報統括官）
- 武藤顕（23年ロシア大使・22年外務省研修所長）
- 森美樹夫（23年ニューヨーク総領事・21年領事局長）
- 山元毅（23年ペルー大使・19年グアテマラ大使・17年東京都外務長）